# KSI vs. Logan Paul
A KSI vs. Logan Paul egy fehérgalléros amatőr ökölvívó-mérkőzés volt a brit youtuber és rapper KSI, illetve az amerikai youtuber és színész Logan Paul között. A további mérkőzések között volt ezen napon a két headliner öccseinek, Deji Olatunjinak és Jake Paulnak az egymás elleni küzdelme, illetve több másik youtuber is megmérkőzött egymással. 2018. augusztus 25-én tartották 20:30-kor (BST) a Manchester Arénában (Anglia), és a YouTube PPV platformján volt elérhető. A mérkőzés végeredménye döntetlen volt, két bíró 57–57 arányban szavazott, míg az egyik KSI-nak adta a győzelmet 58–57 arányban.
Az eseményt „minden idők legnagyobb internetes eseménye”-ként és „minden idők legnagyobb amatőr ökölvívó-mérkőzése”-ként népszerűsítették. A mérkőzés visszavágójára 2019. november 9-én  került sor a Los Angeles-i Staples Centerben, profi keretek között.

## Háttér
KSI Joe Weller elleni mérkőzését 2018. február 3-án tartották a londoni Copper Box Arénában, és nagy sikernek örvendett, élőben 1.6 millióan tekintették meg és a következő pár napban minden idők legnézettebb fehérgalléros amatőr ökölvívó mérkőzése lett. Miután KSI elnyerte a YouTube Ökölvívó Bajnoki címet, kihívta a Paul-testvéreket. Eredetileg Logan öccsét, Jake-et hívta ki, aki visszalépett a lehetőségtől és inkább KSI öccsével, Deji Olatunji-vel küzdött meg. A két fél 2018-ban írták alá a szerződést két mérkőzésre, az elsőt 2018. augusztus 25-re a Manchester Arénába, majd 2019 februárjában az Egyesült Államokban. Eredetileg Jake és Logan egy semleges helyszínt szerettek volna, Dubajt, de Logan végül a két-meccses terv mellett döntött.
2018. július 23-án egy TMZ-vel készített interjúban KSI elmondta, hogy szívesen lenne profi ökölvívó. Eddie Hearn-t megkérdezték, hogy leszerződtetné-e KSI-t egy profi szerződéssel, aki erre azt válaszolta, hogy "Igen, valószínűleg. De nem fog 15 ezer dollárért harcolni, most volt egy 3 milliós mérkőzése!"

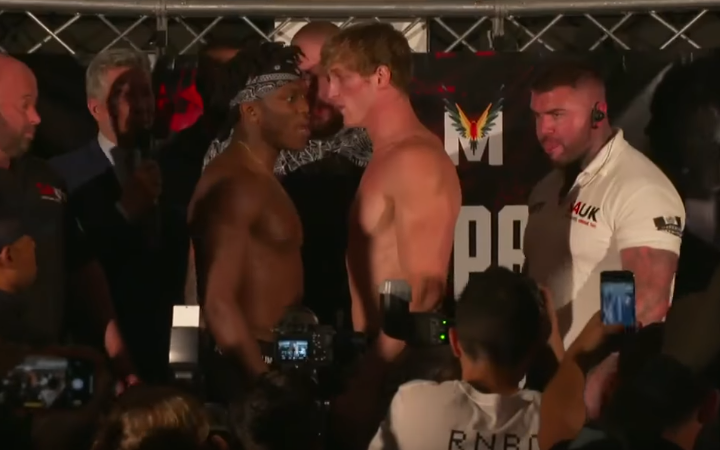
KSI (balra) és Logan Paul (jobbra) a mérkőzés előtt pár nappal.

### Sajtótájékoztatók
A mérkőzést két sajtótájékoztatóval népszerűsítették, az elsőt június 16-án tartották a Los Angeles-i Los Angeles Memorial Coliseum-ban, amelynek a kétszeres nehézsúlyú bajnok Shannon Briggs volt a házigazdája.
A második sajtótájékoztatót július 18-án tartották a Bethnal Green-i (East London) York Hall-ban, amelynek True Geordie volt házigazdája, aki a KSI vs. Joe Weller mérkőzés kommentátora is volt. A londoni eseményen mind KSI és Deji is gúnyolták Logan-t, Jake-et, Logan barátnőjét Chloe Bennet-et és apjukat, Greg Paul-t, aminek következtében az amerikai testvérpát idő előtt elhagyta a színpadot.
A sajtótájékoztató után KSI és Deji rajongói megtámadták Logan és Jake autóit és Arman Izadi-t. Izadi be akarta perelni Deji-t, mert szerinte ő bátorította a rajongókat, hogy megtámadják. Deji ezt elutasította és a következőt mondta: "a támadás több különböző tényező miatt történt, amelyek közé tartozik, hogy Greg Paul először ténylegesen megtámadott egy rajongót." Izadi barátai később megtámadták és vandalizálták az edzőtermet, ahol Deji felkészült. Izadi-t ennek következtében eltiltották az eseménytől.
A sajtótájékoztató után a Paul-ok azt kérték, hogy True Geordie ne lehessen kommentátor a mérkőzés alatt.

## Részletek

### Jegyeladás
A mérkőzést a manchesteri Manchester Arénában tartották. A jegyeket június 22-én kezdték árulni, amit KSI jelentett be YouTube-csatornáján. Alapárú jegyek 30 fontba kerültek, míg a legdrágább jegyek belekerültek 495 fontba is. Az eladásokat az Eventim UK kezelte. A jegyárak a következők voltak: £30, £40, £50, £60, £80, £100, £150 és a VIP £495. A népszerűsítésen első sorban az Upload Events dolgozott, a Maverick Media és az OP Talent mellett.

### Közvetítés
A küzdelmet a YouTube PPV platformján lehetett megtekinteni, a KSIvsLogan YouTube-csatornán. A PPV eredetileg 6 fontba került az Egyesült Királyságban, de £7.50-re, illetve 10 dollárra emelték az Egyesült Államokban. A PPV árak negatív fogadtatást kapott a rajongóktól, akik csalódottak voltak, miután KSI Joe Weller elleni mérkőzése ingyenes volt. True Geordie, Joe Weller és Laurence McKenna voltak a kommentátorok, a két ökölvívót pedig a sport történetének legismertebb bemondója, Michael Buffer mutatta be.

### Pénzdíj
A harc pénzdíját félbe osztották. Ugyan hivatalos információk nem jelentek meg, számítások szerint a mérkőzés teljes bevétele 150 millió dollár volt, a szponzori szerződésekkel együtt, amelyeknek következtében a két fél akár 75 millió fontot is kereshetett volna a küzdelemmel. Egy másik számítás szerint a két fél 30-40 millió dollárt kereshetett a mérkőzéssel.
Ezeket a számításokat, mind KSI és Logan Paul is elutasította. KSI azt mondta, hogy a bevételei "egy magas összeg, de sehol sincs 40 vagy 20 millió körül." YouTube a PPV-bevételek 30%-át sajátította ki, míg a két harcos 35-35%-ot kapott. Ezt követően Logan a saját részletét elfelezte öccsével, Jake-kel, illetve a fennmaradt összeg 30%-át ügynökökre, jogászokra, edzőkre, helyszínekre, hotelekre, producerekre, adminisztrációra és utazásra költötte.

### Bírók
- Játékvezető: Gareth Morris
- Bíró: Delilah Ponce, Gino Piccinino és Gareth Morris

### Esélyek
2018. augusztus 24-i adatok.
| Result     | Bet365 | SkyBet | Ladbrokes | William Hill |
| ---------- | ------ | ------ | --------- | ------------ |
| KSI        | 11/10  | 1      | 6/5       | 6/5          |
| Logan Paul | 4/6    | 4/5    | 8/13      | 8/14         |
| Döntetlen  | N/A    | 18     | 16        | 16           |

## Mérkőzések
| Ellenfelek        | Ellenfelek       | Eredmény | Eredmény | Jegyzet                                                         |
| Ellenfelek        | Ellenfelek       | Típus    | Menet    | Jegyzet                                                         |
| ----------------- | ---------------- | -------- | -------- | --------------------------------------------------------------- |
| KSI               | Logan Paul       | DÖNT     | 6/6      | A YouTube Ökölvívó Bajnoki címért; Paul első ökölvívó mérkőzése |
| Jake Paul         | Deji Olatunji    | TKO      | 5/6      | A WBC YouTube Bajnoki címért                                    |
| AnEsonGib         | Jay Swingler     | PONT     | 4/4      |                                                                 |
| Momo              | RossiHD          | PONT     | 3/3      |                                                                 |
| JMX               | Richard Strachan | PONT     | 4/4      |                                                                 |
| FaZe Sensei       | Overtflow        | TKO      | 3/3      |                                                                 |
| Michael Philippou | Scarce           | TKO      | 3/3      |                                                                 |
| Halal Ham         | Jrizzy Jeremy    | PONT     | 3/3      |                                                                 |

## Fogadtatás

### A mérkőzés előtt
Michael Bisping, korábbi UFC-bajnok, aki edzette is KSI-t, azt mondta, hogy "gúnyt űznek" a sportból és a harcművészetből, a Believe You Me podcastban a következőt nyilatkozta: "Majdnem sértőnek találom mindenkinek, aki ennek szentelte életét. A nehéz úton jöttünk, egész életünkben ökölvívók vagy harcművészek voltunk és akkor idejön ez a kettő... már majdnem gúnyt űznek az ökölvívás sportjából és a harcművészetekből." Azóta Bisping eltávolította ezt az epizódot csatornájáról.

### Bevétel, nézettség
A mérkőzés előtti promóciós videók 63 millió megtekintést szerzetek, amelybe beletartozik a hivatalos előzetes, amelyet 30 millióan néztek meg.
A Manchester Aréna teltházas volt, 21 ezer jegyet adtak el. Ez több, mint kétszer annyi volt, mint KSI előző mérkőzésén a Copper Box Arénában. Jegyeladásból összesen 3.5 millió dollár bevételt generáltak.
Összesen 2.25 millióan tekintették meg élőben a közvetítést, amelyből 1.05 millió PPV néző volt és 1.2 millióan pedig illegális streameket tekintettek meg Twitchen. 2021 áprilisára több, mint 118 millió megtekintés van a KSIvsLogan csatornán.